# Miguel Estrada
Pour les articles homonymes, voir Estrada.
Miguel Estrada, né le 16 juin 1950, à Madrid, en Espagne, est un ancien joueur espagnol de basket-ball. Il évolue durant sa carrière au poste de pivot.

## Palmarès
- Finaliste du championnat d'Europe 1973